# Coccoloba scandens
Coccoloba scandens är en slideväxtart som beskrevs av Giovanni Casaretto. Coccoloba scandens ingår i släktet Coccoloba och familjen slideväxter. Inga underarter finns listade i Catalogue of Life.